# 엘리나 사틴
엘리나 사틴(영어: Elena Satine, 조지아어: ელენა სატინი 엘레나 사티니, 1987년 9월 24일 ~ )은 조지아 태생의 미국 배우, 가수이다. 2014년 드라마 《리벤지》에서 주역 루이즈 역으로 출연했다. 《에이전트 오브 쉴드》의 로렐라이 역으로도 알려져 있다.
사틴은 트빌리시 출신으로 어머니는 오페라 가수이며 전직 모델이었다. 6세 때 어린이 TV쇼 《Utrennaya Zvezda》에 출연했으며 이후로도 크고작은 연기자상을 수상했다. 1998년 이후 뉴욕 시의 연기 학교와 모스크바 예술학원을 졸업했다.
2013년 사틴은 올 아메리칸 리젝트의 리드 보컬 타이슨 리터와 약혼하였다. 2013년 12월 31일 두 사람은 결혼식을 올렸다.

## 작품 목록

### 텔레비전
| 연도      | 제목                     | 원제                     | 배역                     | 비고                                    |
| --------- | ------------------------ | ------------------------ | ------------------------ | --------------------------------------- |
| 2008      | 제미니 디비전            | Gemini Division          | 나디야                   | "Training Day" 에피소드                 |
| 2008      | 콜드 케이스              | Cold Case                | 나디야 코슬로프 (1989)   | "Triple Threat" 에피소드                |
| 2009      | 멜로즈 플레이스          | Melrose Place            | 애비 더글러스            | "Vine" 에피소드                         |
| 2010      | 아가사 크리스티의 푸아로 | Agatha Christie's Poirot | 안드레니이 백작 부인     | "Murder on the Orient Express" 에피소드 |
| 2010      | 스몰빌                   | Smallville               | 메라                     | "Patriot" 에피소드                      |
| 2011      | NCIS                     | NCIS                     | 아드리아나 고르고바      | "Defiance" 에피소드                     |
| 2012–13   | 매직 시티                | Magic City               | 주디 실버                | 주연; 14회분                            |
| 2014      | 에이전트 오브 쉴드       | Agents of S.H.I.E.L.D.   | 로렐라이                 | 2회분                                   |
| 2014      | 마타도르                 | Matador                  | 마고                     | 3회분                                   |
| 2014–2015 | 리벤지                   | Revenge                  | 루이즈 엘리스로스        | 4시즌 주연                              |
| 2016      | 타임리스                 | Timeless                 | 주디스 캠벨              | "Atomic City" 에피소드                  |
| 2017      | 트윈 픽스                | Twin Peaks               | 론다                     | 2회분 출연                              |
| 2017      | 24                       | 24: Legacy               | 줄리아나 메흐메티        | "Day 10: 8:00pm - 9:00pm" 에피소드      |
| 2017      | 더 기프티드              | The Gifted               | 소니아 사이먼슨 / 드리머 | 조연                                    |
| 2018      | 이상한 천사              | Strange Angel            | 매기 도너번              |                                         |
| 2021      | 카우보이 비밥            | Cowboy Bebop             | 줄리아                   | 주연                                    |

### 영화
| 연도 | 제목        | 원제            | 배역      | 비고 |
| ---- | ----------- | --------------- | --------- | ---- |
| 2015 | 뷰티풀 나우 | A Beautiful Now | 자키      |      |
| 2015 | 지퍼        | Zipper          | 엘리 그린 |      |